# La Gazette des enfants
La Gazette des enfants et des jeunes personnes est un journal fondé par le journaliste Léon Guérin[Quand ?].
Il paraît d'abord sous le titre de Le petit journal des Enfants pour les sept premiers numéros puis devient La Gazette. 